# Five Nights at Freddy’s: Security Breach
Five Nights at Freddy’s: Security Breach (oft mit FNaF: Security Breach oder FNaF: SB abgekürzt) ist ein zweiteiliges Survival-Horror-Computerspiel, das von Scott Cawthon erdacht, in Zusammenarbeit mit Steel Wool Studios entwickelt wurde und den neunten Teil der Serie Five Nights at Freddy’s darstellt.
Das Spiel handelt im ersten Teil von dem Jungen Gregory, der in einem futuristischen Erlebnispark namens „Freddy Fazbear Mega Pizzaplex“ eingesperrt wird und nun die ganze Nacht dort zubringen muss. Dabei wird er von gewalttätigen Animatronics, einer Nachtwächterin und einem ominösen Charakter namens Vanny verfolgt. Einer der Animatronics hilft dem Jungen, die immer gefährlicher werdende Situation zu überleben. Der zweite Spieleteil handelt von dem Mädchen Cassie, das in dem nun ruinösen Erlebnispark nach Gregory sucht, selbst den Animatronics begegnet und am Ende des Spiels in eine gefährliche Falle tappt.
Das Spiel wurde am 16. Dezember 2021 veröffentlicht. Am 1. Juli 2022 erschien die Google-Stadia-Version. Eine Veröffentlichung für die Xbox One und die Xbox Series gab es am 22. November 2022. Auch für die Nintendo Switch ist am 19. April 2023 eine Version erschienen. Am 25. Juli 2023 wurde das DLC-Sequel Security Breach: Ruin (kurz: Ruin) auf Steam, PS4 und PS5 veröffentlicht.

## Handlung

### Security Breach
Der futuristische Erlebnispark Freddy Fazbear Mega Pizzaplex (kurz: PizzaPlex) plant eine Neueröffnung. Erfolg verspricht vor allem eine Rockband im Glam-Rock-Stil der 1980er Jahre aus vier nicht minder futuristischen, anthropomorphen Animatronics: Glamrock Freddy, Glamrock Chica, Roxanne Wolf und Montgomery Gator. Doch es kommt anders als geplant: Während der Eröffnungsfeier erleidet Glamrock Freddy überraschend eine Fehlfunktion, woraufhin die Veranstaltung vorzeitig abgebrochen wird. Der Schüler Gregory hatte sich heimlich und unerlaubt unter die Zuschauer gemischt und irgendwie im leeren Bauchraum von Freddy versteckt. Dadurch entging ihm allerdings der offizielle Aufruf zur Schließung des PizzaPlexes. Nun eilt der Junge, von Freddy begleitet, durch den PizzaPlex, in der Hoffnung, rechtzeitig den Ausgang zu erreichen. Doch er kommt zu spät: Nur ganz knapp verpasst er den offiziellen Lockdown des Erlebniszentrums. Daraufhin durchkämmt Gregory den PizzaPlex nach einem Zweitausgang, bis er von der Sicherheitsbeamtin Vanessa erwischt und im Fundbüro eingesperrt wird. Der Junge kann jedoch durch die Belüftungsschächte entkommen und sucht nun weiter nach einer Fluchtmöglichkeit, wobei Freddy ihn erneut unterstützt. Als Gregory ein zweites Mal von Vanessa überrascht wird, werden er und Freddy voneinander getrennt.
Unterdessen haben sich die Animatronics Glamrock Chica, Roxanne Wolf und Montgomery Gator verselbstständigt und suchen ebenfalls nach Gregory – angeblich, um ihn zu seinen Eltern zurückzubringen. Doch das Verhalten der Animatronics ist so aggressiv und widersprüchlich, dass Gregory alles tut, um von ihnen nicht entdeckt zu werden. Gregory findet Glamrock Freddy wieder, der dem Jungen einerseits helfen will, sich andererseits aber scheut, seinen „Band-Kollegen“ zu schaden. Allerdings wurde Freddy beschädigt, sodass Gregory ihn reparieren muss. Während der Suche nach Softwares und Ersatzteilen muss Gregory gegen die anderen Animatronics kämpfen und weiteren Gegnern ausweichen. Gregory entdeckt während seines Abenteuers, dass die Hauptsoftware, die die gesamte Anlage steuert und kontrolliert, von einem bösartigen Computervirus infiziert ist, das sämtliche Animatronics (ausgenommen eben Glamrock Freddy) zu hochgefährlichen Killermaschinen umprogrammiert hat. Dahinter steckt ein ominiöser, antagonistischer Charakter namens Vanny, der stets in einem hautengen Hasenkostüm mit rot leuchtenden Augen erscheint. Gregory deckt außerdem auf, dass der PizzaPlex seit Jahren schon mit vermissten Kindern und verschwundenen Mitarbeitern zu kämpfen hat und das zuständige Unternehmen offenbar versucht, all das zu vertuschen. Außerdem fürchtet er sich mehr und mehr vor Vanessa, die eindeutig etwas zu verbergen scheint. Zu Gregorys Entsetzen sind sämtliche alternativen Ausgänge (wie zum Beispiel Notausgänge und Feuerleitern) blockiert oder sie funktionieren nicht. Er ist gezwungen, irgendwie den Rest der Nacht im Erlebniszentrum zu überleben.
Kurz vor Öffnungszeit am Morgen erreichen Gregory und Freddy endlich den Ausgang des PizzaPlexes. Freddy verabschiedet sich von Gregory, doch der Junge hat Gewissensbisse: nachdem er aufgedeckt hat, was in dem Erlebniszentrum vor sich geht und dass seit Jahren immer wieder Kinder „verloren“ gehen, möchte er der ganzen Geschichte nicht einfach so den Rücken kehren. Freddy stellt ihn daraufhin vor die Wahl: Gregory flieht entweder (um seines eigenen Wohls willen), oder erkundet den PizzaPlex erneut und riskiert dabei, erwischt oder gar getötet zu werden. Der Spieler darf nun entscheiden.

### Ruin
Security Breach: Ruin spielt einige Zeit (ein genaues Datum oder eine nähere Zeitangabe liegen nicht vor) nach dem Vorfall des ersten Spieleteils. Dieses Mal übernimmt der Spieler die Rolle der jungen Schülerin Cassie. Der Mega PizzaPlex liegt seit langer Zeit in Trümmern und wurde zwischenzeitlich von einigen Vandalen aufgesucht. Cassie wurde offenbar durch eine Nachricht von Gregory dazu veranlasst, in das beschädigte und einsturzgefährdete Gebäude zu klettern und nach Gregory zu suchen. Sie findet ein Walkie-Talkie, aus dem Gregorys Stimme dringt. Der Junge bittet sie verzweifelt um Hilfe: jemand habe ihn im Keller des PizzaPlexes überrascht und halte ihn nun gefangen. Cassie kämpft sich durch die oberen Stockwerke, bis sie von einem der Staff-Roboter überrascht wird. Der Roboter überreicht Cassie eine Hasenmaske, die auch von Vanny getragen wurde und die Zugriff auf das sogenannte V.A.N.N.I.-Netzwerk ermöglicht. Als das Mädchen sie aufsetzt, aktiviert sich die Maske augenblicklich und Cassie findet sich in einer erweiterten Realität wieder. Diese zeigt ihr elektronische Geräte, die sie mit bloßem Auge nicht sehen kann. Außerdem hört sie (scheinbar) Gregorys Stimme, sowie die von Freddy und Chica in ihrem Kopf, obwohl das Walkie-Talkie ausgeschaltet ist. Und nicht nur das: sobald das Mädchen die Maske aufsetzt, kann es durch Wände und Objekte hindurchgehen, die vorher den Weg blockierten.
Plötzlich wird Cassie von einem bedrohlich wirkenden Wesen bedrängt und verfolgt, das ein unheimlich dreinblickendes Hasengesicht hat. Der virtuelle Assistent der Vanny-Maske, Helpi, erzählt dem Mädchen, dass das Wesen ein bösartiges Virus sei und ihr schaden könne, solange sie die Maske aufhat. In der realen Welt könne das Wesen nicht existieren, was Cassie dazu animiert, die Maske sparsam einzusetzen. Doch je tiefer sie in die unteren Gemächer der Ruinen dringt (auf der Suche nach Gregory), desto häufiger ist sie gezwungen, die Maske aufzusetzen. Auf ihrem Weg begegnet sie den nun sehr stark beschädigten Animatronics Glamrock Chica und Montgomery Gator, die ihr nach dem Leben trachten, aber auch Roxanne Wolf, die sich später als Verbündete erweist. Im Laufe des Spiels beginnt Cassie zudem, Gregory mehr und mehr zu misstrauen: Gregorys Stimme schlägt ständig um (erst erteilt er ihr selbstbewusst und gebieterisch Anweisungen, dann klingt er plötzlich wieder weinerlich und hysterisch und will unbedingt „gerettet“ werden) und er weiß Dinge über den PizzaPlex, die ihm eigentlich nicht vertraut sein sollten. Trotzdem will sie ihren Freund retten, und so tut sie, was laut Gregory nötig ist um ihn zu befreien: die Deaktivierung aller Netzknoten eines (noch) unbekannten Systems, das das Betreten oder Verlassen des Kellers verhindert.
Als Cassie endlich das System deaktiviert hat, entdeckt sie im Keller einen verborgenen Geheimtunnel, der in heruntergekommene Lagerhallen führt. Dort entdeckt sie weitere Animatronics, die offenbar für zukünftige Animatronic-Shows vorgesehen waren. Zwischen ihnen erblickt sie rot glühende Augen, die sie mit Gregorys Stimme empfangen. Es handelt sich um ein besessenes Endoskelett namens Mimic. Als Mimic erneut mit Gregorys Stimme spricht, wird Cassie -viel zu spät- klar, was hier wirklich läuft: Gregory war nie in den PizzaPlex zurückgekehrt und er war auch nie in Gefahr. Der Mimic hatte sehr gekonnt Gregorys Stimme imitiert, um sie in sein Versteck zu locken. Auch die Geschichte um das angeblich böse „Hasen-Virus“ war gelogen: der „Virus“ war in Wahrheit eine Firewall des Sicherheitssystems M.X.E.S., das eigens installiert worden war, um den Mimic in den Lagerräumen eingesperrt zu halten. Cassie hatte durch die Systemdeaktivierung den Mimic befreit. Als der Mimic seine animatronische Hand nach Cassie ausstreckt, greift Roxanne ihn an und ruft Cassie zu, wegzulaufen. Nachdem sie von Gregorys Stimme per Walkie-Talkie durch die Gänge des Kellers geleitet wurde, erreicht Cassie einen Aufzug, mit dem sie den Kellergewölben entkommen will. Auf der Fahrt nach oben ertönt Gregorys Stimme aus den Fahrstuhl-Lautsprechern, die Cassie erklärt, dass das Ganze nicht ihre Schuld sei, aber trotzdem nicht riskiert werden könne, dass der Mimic ihnen folgt. Daraufhin stürzt der Aufzug in die Tiefe und der Bildschirm wird schwarz, was anzudeuten scheint, dass Gregory selbst für den Absturz verantwortlich ist. Danach endet das Spiel. Nach den Spiel-Credits hört man Roxanne Wolfs Stimme, die Cassies Namen sagt, was andeutet, dass Cassie den Sturz überlebt haben könnte.
Dies ist die Handlung des am einfachsten zu erreichenden Endes, zwei weitere, alternative Enden können durch bestimmte Handlungen während des Spielablaufs ausgelöst werden.

## Inhalt

### Spielprinzip
Five Nights at Freddy’s: Security Breach und dessen DLC-Sequel Ruin werden in der Egoperspektive gespielt. Der Spieler erlebt die gesamte Handlung aus der Sicht des Protagonisten. Beide Spieleteile sind Open-World-Spiele, der Spieler kann sich in sämtlichen Dungeons mehr oder weniger frei bewegen und die Umgebung erkunden. Die Grafik ist in 3D gehalten, sehr aufwändig und detailreich.
Im ersten Teil fängt das Spiel mit einem Dialog zwischen Gregory und Freddy an. Gregory befindet sich zu diesem Zeitpunkt in der Magenluke von Glamrock Freddy. Freddy bleibt das Spiel über freundlich und gibt unter anderem Tipps. Er hilft dem Spieler auch bei verschiedenen Missionen. Es gibt nur drei Wege, wie auch Glamrock Freddy zum Feind werden kann:
- Wenn Freddys Akku leer geht und Gregory sich zu dem Zeitpunkt immer noch in Freddys Bauchhöhle befindet, erfolgt ein Jumpscare nebst Gameover. Der Grund dafür ist der Safe Mode (dt. „Sicherheitsmodus“), in dem Freddy sich dauerhaft befindet und der ihn vor Hackerangriffen und Virenmanipulation schützt. Dies erklärt auch, warum Freddy überhaupt freundlich gesinnt ist.
- Wenn der Spieler bei den Reparaturarbeiten in Parts & Service etwas falsch macht, erfolgt ein Jumpscare nebst Gameover.
- Bei dem (optionalen) Kampf gegen Burntrap versucht Letzterer, die Kontrolle über Glamrock Freddy zu erlangen. Wenn ihm dies gelingt, ist Freddy wie die anderen Animatronics gegen Gregory.

Im Gegensatz zu früheren Spielen hilft Freddy Gregory dabei, seinen Animatronics-Kollegen auszuweichen. Freddy hat eine Luke an seinem Bauch, durch die Gregory in Freddys Hohlraum klettern kann. Während er sich in Freddys Bauch befindet, kann Gregory durch Freddys Augen sehen und ihn als Versteck nutzen, um an den meisten anderen Animatronics vorbeizukommen. Allerdings hat Freddy nur eine begrenzte Batterieleistung, und wenn die Batterie schwach ist, muss er sich in einer Ladestation aufladen, da er Gregory sonst tötet. Freddy kann Gregory auch Ratschläge, Abkürzungen oder Warnungen vor den Herausforderungen und Feinden geben, denen der Junge im Mega Pizzaplex begegnet.
Im DLC-Sequel Ruin übernimmt der Spieler die Rolle des Mädchens Cassie, das nach Gregory sucht. Der Spieler muss Cassie durch die Ruinen des PizzaPlexes steuern und dabei zahlreiche Puzzles lösen, Gegnern ausweichen und mit Hilfe einer besonderen Maske versteckte elektronische Geräte ausfindig machen. Über verstreut aufgestellte Kamerapulte kann sie nach Gegnern Ausschau halten und diese per Freisprechanlage von ihrem Standort weglotsen.
Beide Spielecharaktere haben eine Ausdauer-Bar, die sich leert, wenn die Figur rennen muss. Beide Figuren können sich ducken und kriechen, um beispielsweise Belüftungsschächte zu durchqueren oder um an Gegnern vorbei zu schleichen. Sie können sich auch in großen, lose in diversen Dungeons verteilten Containern verstecken. Im ersten Spieleteil sind Speicherpunkte im PizzaPlex verteilt, die der Spieler nutzen kann. In seltenen Fällen -oder während vorgeschriebener Ereignisse- können diese Speicherplätze ausfallen. Außerdem steht Gregory eine Taschenlampe zur Verfügung, die regelmäßig an speziellen Ladestationen wieder aufgeladen werden muss. Auch Cassie nutzt eine Taschenlampe, die diesmal allerdings ohne Batterie dauerhaft funktioniert.
Schließlich sind im gesamten Gebäude des Pizzaplexes Gegenstände versteckt, die der Spieler einsammeln sollte, wenn er mehr über die Hintergrundgeschichte des PizzaPlexes erfahren will. So gibt es beispielsweise Reisetaschen, in denen der Spieler Mitarbeiter- und Nachtwächterprotokolle, aber auch Kundenberichte findet. Auch sind allerorts Geschenkeboxen verteilt, die Spezialobjekte enthalten. Schlussendlich sei noch ein Easter Egg erwähnt: im ersten Spieleteil muss Gregory kleine Boxen mit Freddys Gesicht darauf öffnen, um Sicherheitspasse zu erhalten. Sobald der Junge die Nase vom Freddy-Gesicht drückt, ertönt ein Quietschgeräusch, das aus den alten Spieleteilen der FNaF-Serie übernommen wurde.

### Enden
Five Nights at Freddy’s: Security Breach bietet derzeit insgesamt sechs Enden an:
- Schlechtes Ende (1 Stern): Nachdem der Spieler bis 6 Uhr „überlebt“ hat, hat man unter anderem die Möglichkeit, einfach zu gehen. In diesem Fall verlässt Gregory den Mega Pizzaplex und wohnt ab dann wieder in einer Karton-Box auf der Straße, in der er aber wenig später von Vanny gefunden wird. Dieses Spielende suggeriert, dass Gregory obdachlos sein muss oder sein Elternhaus meidet.
- Flucht über die Ladedocks (2 Sterne): Das nächste Spielende kann über das Ladedock erspielt werden. Dieses zeigt, wie Gregory mit Glamrock Freddy den Mega-Pizzaplex in einem Kleinbus verlässt. Während der Fahrt verliert Freddy aber Energie, worauf Gregory den Wagen stoppt und den Animatronic mit Hilfe der Fahrzeugbatterie auflädt. Am Ende ist zu sehen, dass Glamrock Freddy zwischenzeitlich durch einen Mr. Hippo ersetzt wurde.
- Price Counter Ende (2 Sterne): Gregory möchte den Mega-Pizzaplex in diesem Ende über das Dach verlassen. Vorher zündet Glamrock Freddy ein Plüschtier an, damit der Mega-Pizzaplex niederbrennt. Auf dem Dach trifft Gregory jedoch auf Vanny. Nachdem Freddy auch oben angekommt, stürzt er sich mit Vanny vom Dach des Gebäudes. Als Gregory dann an der Stelle ankommt, an der Glamrock Freddy und Vanny liegen, zieht er Letzterer die Maske ab. Unter der Maske befindet sich Vanessa. Im Gegensatz dazu kann man nach den Credits sehen, dass Vanessa auf dem Dach des brennenden Gebäudes steht.
- Vanny stirbt (2 Sterne): Die böse Vanny findet den Jungen. Dieser drückt aber eine Taste, mit der er die Kontrolle über die Staff Bots übernimmt und ruft ihnen zu: „Disassemble Vanny!“ (dt. „Zerlege Vanny!“). Durch diesen Befehl wenden sich die Staff Bots gegen sie und „zerlegen“ diese. Gregory rennt währenddessen aus dem Raum raus und geht zu Glamrock Freddy, der stark zerstört ist.
- Burntrap Ende (2 Sterne): Dieses Ende kann erreicht werden, wenn der Spieler sich entscheidet, zu bleiben und den PizzaPlex erneut zu erkunden. Dabei entdeckt der Junge einen geheimen Fahrstuhl, der in nicht verzeichnete Untergeschosse mit den Ruinen einer alten Pizzeria führt. Dort werden er und Freddy von einem besessenen Animatronic namens Burntrap empfangen. Nach einem erfolgreichen Kampf gegen Burntrap wird gezeigt, dass Burntrap die beiden Helden zu verfolgen versucht. Ersterer wird aber von The Blob kurz darauf eingefangen und in die Höhe gezogen. Währenddessen verlassen Glamrock Freddy und Gregory den Mega-Pizzaplex, der hinter ihnen einstürzt.
- Vanny wird befreit (3 Sterne): Nach erfolgreichem Absolvieren der sogenannten Princess Quest 3 wird das einzige 3-Sterne-Ende (Stand Juli 2023) abgespielt. In diesem wird Vanny „befreit“. Man sieht die Vanny-Maske und ihre Schleife in der Attraktion Fazerblast liegen. Wenig später wird gezeigt, dass Vanessa auf Gregory beim Ausgang wartet. Gregory hat während des Endes den Kopf von Glamrock Freddy in einer Tasche, die er bei sich trägt.

Das DLC-Sequel Security Breach: Ruin bietet derzeit drei erspielbare Enden an:
- Neutrales Ende: Dieses Ende zeigt, wie The Mimics teuflischer Plan aufgeht und Cassie ihn aus dem Kellergewölbe befreit, indem sie den M.X.E.S.-Server ausschaltet und die Versiegelung zum Geheimkeller aufbricht. Als der Mimic sie verfolgt, versucht Cassie, über den Fahrstuhl zu entkommen, doch dieser wird vom Mimic (alternativ von Gregory) zu Fall gebracht. Ob Cassie überlebt hat, oder umgekommen ist, lässt dieses Ende bewusst offen.
- Scooper-Ende: Dieses Ende zeigt, wie Cassie einen Scooper-Raum entdeckt und sich in dessen Kontrollraum verschanzt. Als der Mimic, der nun in einem bizarren Kostüm steckt, sie fast erreicht, aktiviert Cassie den Scooper – eine komplexe Apparatur, die Animatronics aushöhlt und deren Endoskelett zerstört. Damit ist Mimic (zumindest in physischer Form) besiegt. Das Scooper-Ende gilt als „gutes Ende“.
- Brazil-Ende: Dieses Ende zeigt, wie Cassie auf ihrem Weg aus dem Keller eine falsche Abzweigung nimmt und in einer Sackgasse landet. Dort entdeckt sie eine Pappmaché-Figur von Freddy Fazbear. Bei deren Betrachtung und Berührung findet sich Cassie plötzlich in einer Illusion wieder, in der sie Gregory, Vanessa und Helpi auf einer Wiese sitzen sieht, lächelnd und Eiscreme essend. Dieses Bild bleibt bis zum Abspann sichtbar, während der Spieler Cassies immer panischer werdendes Atmen hören kann. Es wird offiziell angenommen, dass Cassie von Mimic getötet und ihr Geist in einer virtuellen Simulation eingeschlossen wurde. Das Brazil-Ende wurde von dem Film Brazil inspiriert, dieser hat ein gleich aufgebautes Ende. Das Brazil-Ende gilt als „schlechtes Ende“.

## Charaktere

### Menschen

#### Gregory
Gregory ist ein Kind und der Protagonist des Spiels, dessen Rolle der Spieler übernimmt. Er hat kinnlanges, braunes Haar, braune Augen und trägt an der rechten Wange und über dem linken Knie jeweils ein Pflaster. Er trägt außerdem ein dunkelblaues Hemd mit zwei weißen Querstreifen auf Brusthöhe, eine beigefarbene Hose und weiße Schuhe mit roten Klettverschlüssen. Sein genaues Alter ist unbekannt, auch seine Vorgeschichte bleibt im Dunkeln. Gregorys Charakter ist nicht immer genau einzuschätzen: einerseits ist er verängstigt darüber, dass er im PizzaPlex eingesperrt wurde, andererseits zögert er nicht, die Animatronics zu zerstören und seine Schadenfreude darüber kundzutun. Wie genau Gregory in Freddy Fazbear's Mega Pizzaplex gelangt war und warum er sich nach Ladenschluss dort aufhält, bleibt ebenso unklar. Eines von mehreren Spielenden deutet an, dass er möglicherweise kein Elternhaus hat oder dieses meidet. Eventuell hatte er sich sogar im PizzaPlex heimlich einquartiert. Dass er den PizzaPlex unerlaubt betreten haben muss, legt ein Gespräch zwischen ihm und der Sicherheitsbeamtin Vanessa nahe: diese informiert den Jungen (und damit auch den Spieler) darüber, dass er nicht in den Gäste- und Besucherlisten verzeichnet ist, sodass sie Schwierigkeiten hat, Gregorys Eltern oder Betreuer zu kontaktieren. Gregorys technisches Allgemeinwissen ist ungewöhnlich für ein Kind seines Alters: sein überdurchschnittliches Wissen um Softwares und Animatronic-Technologie kommt deutlich zum Vorschein, als er ganz alleine Glamrock Freddy erfolgreich repariert und dessen Software aufbessert. In einem der erspielbaren Enden kann er einen Kleinbus fahren und Freddy mit Hilfe der Fahrzeugbatterie aufladen.

#### Cassie
Cassie ist Gregorys Kameradin, sehr wahrscheinlich eine Mitschülerin und im gleichen Alter wie er. Sie ist zierlich und hat nussbraune, eigentlich schulterlange Haare, die sie zu zwei kurzen Rattenschwänzen (sog. Pigtails) zusammengebunden hat. Sie trägt einen roten Sweater mit Knöpfen, auf dem ein purpurblauer, sternförmiger Anstecker prangt. Darunter trägt sie ein weißes Polo-Shirt. Ihre kurze Hose ist jeansfarben, dazu trägt sie schwarze Leggings. Ihre Sneaker sind weiß mit purpurnen und roten Markierungen. Cassies Herkunft und Hintergrundgeschichte bleiben im Dunkeln, ebenso Details zu ihrer Freundschaft mit Gregory. Interessant sind allerdings ihre Andeutungen, dass ihr Vater im PizzaPlex gearbeitet hat, sie ist also die Tochter eines (wohl ehemaligen) Mitarbeiters. Dazu passt, dass sie schon öfters im ehemaligen Vergnügungspark gewesen sein muss, weil der Animatronic Roxanne Wolf sie wiedererkennt. Das offizielle Spielende von Ruin scheint zunächst anzudeuten, dass Cassie bei dem Aufzugabsturz ums Leben kam. Doch im Abspann ist Roxannes Stimme zu hören und sie deutet an, dass sie besorgt nach Cassie suche. Dazu habe sie laut Fangemeinde der FNaF-Serie keinen Grund, wenn Cassie nachweislich tot wäre. Das Ende von Ruin gilt daher offiziell als „offen“.

#### Vanessa / Vanny
Vanessa ist eine junge Dame und, neben Gregory und Cassie, der einzige richtige Mensch in diesem Spiel. Sie ist 23 Jahre alt und arbeitet als Sicherheitsbeamtin im Pizzaplex. Sie hat lange, blonde Haare, die sie zu einem Pferdeschwanz hochgebunden hat. Sie hat Sommersprossen, grüne Augen und trägt eine schwarze Mütze mit der Aufschrift „SECURITY“. Ihre Uniform besteht aus einer hellgrauen Bluse und einer schwarzen Jeanshose. Sie führt stets eine Taschenlampe mit sich. Vanessas Charakter ist schwer einzuschätzen, sie scheint einerseits besorgt und daher bemüht, Gregory zu finden, ist aber gleichzeitig verärgert darüber, dass sie ihre Zeit mit Suchen aufwenden muss. Als „Vanessa“ hat sie eher wenig Relevanz im Spiel selber, nur während vier bestimmter Zwischensequenzen ist sie anzutreffen. Gregory findet sie von Anfang an verdächtig, weil sie seinen Namen kennt, obwohl die beiden einander nie zuvor begegnet waren. Der Spieler erfährt erst später, dass Vanessa die Unterredungen zwischen Gregory und Glamrock Freddy via FazWatch (eine Armbanduhr mit integriertem Funk-Kommunikator) abgehört hatte.
Viel gefährlicher ist ihr Alter Ego: Vanny. Vanny erscheint in einem hellgrauen, hautengen Hasenkostüm, dunkelblauer Fliege und mit unheimlicher Hasenmaske und rot glühenden Augen. Die Maske ist innen mit einer hochkomplexen Software ausgestattet, die den Träger in eine digital erweiterte Realität versetzt. Normalerweise verbessert die Maske die Sicht des Trägers und erlaubt es ihm/ihr, technische Geräte und elektronische Details zu erblicken, die dem einfachen menschlichen Auge verborgen bleiben oder leicht entgehen würden. Des Weiteren kann der Träger/die Trägerin sich in Telefon- und Funkgespräche einloggen und diese somit aushorchen. Vanessa hatte diese Maske vor einigen Jahren von William Afton geschenkt bekommen, um ihr, nach seinen Worten, „für ihre Treue zu danken“. Er hatte ihr jedoch aus Arglist verschwiegen, dass die Software durch ein Virus befähigt war, die Emotionen, Gedanken und Erinnerungen des Trägers der Maske zu manipulieren. Dies führte schließlich nach und nach zu einer totalen Gehirnwäsche. Das Resultat war eine Vanessa mit gespaltener Persönlichkeit. Möglicherweise hatte Vanessa/Vanny die Maske benutzt, um die Glamrock-Band auf den Jungen anzusetzen.

### Animatronics

#### Glamrock Freddy
Glamrock Freddy ist eine „glamouröse“ und sportlich-schlanke Version von dem Animatronic Freddy Fazbear. Er ist ein Bär und der Frontsänger der Glamrock-Band. Genau wie sein Vorbild, so trägt auch Glamrock Freddy einen kleinen, schwarzen Zylinderhut und eine schwarze Fliege. Er ist überwiegend orange gefärbt, hat aber blaue Finger- und Fußnägel und ist rings um die Augen blau geschminkt. Seine Schnute ist weiß, sein ebenfalls weißes Kinn weist einen aufgemalten blauen Kinnbart auf. Er trägt große, rote Schulterpolster, rote Beinstulpen und auf seinem weißen Bauch ist ein blauer Blitz zu sehen. Nahe der Handgelenke ist er mit Stachelarmbändern ausstaffiert. Er hat am linken Ohr einen roten Ohrring. Glamrock-Freddys Bauch ist innen hohl und geräumig, ursprünglich war darin ein ausfahrbares Tablett installiert, auf dem unter anderem Geburtstagskuchen und Geschenkeboxen transportiert werden sollten. Freddy benutzt, wie sein Vorbild, ein silbern verchromtes Mikrofon, das diesmal allerdings auf einem hohen Ständer ruht. In seinem rechten Zeigefinger ist ein Feuerzeug versteckt. Er ist außerdem der Einzige, der sich an Glamrock Bonnie erinnert und diesen „vermisst“. Freddy besitzt, wie die anderen Animatronics auch, eine künstliche Intelligenz.

#### Glamrock Chica
Glamrock Chica ist die neueste Version des Animatronics Chica aus den alten Spieleteilen. Sie ist in der Form eines Huhns gestaltet und ihr Körper ist diesmal auffällig kurvenreich und schlank. Chica ist diesmal auch nicht mehr komplett senfgelb, sondern reinweiß. Ihr gelber Schnabel weist einen roten Kussmund auf. Chica hat gelbe Füße, die linke Beinstulpe ist pink mit schwarzem Tigermuster und die rechte Beinstulpe ist grün mit schwarzem Leopardenmuster. Sie trägt ein pinkfarbenes Top, darunter einen hautengen, magentafarbenen Catsuit und magentafarbene Schulterpolster. Sie hat ihre Haare mittels einer magentafarbenen Haarschleife zu einem aufrecht abstehenden Pony hochgebunden. An ihren Händen trägt sie grüne Halbhandschuhe. Dazu trägt sie zwei große grüne Ohrringe, die dreieckig sind. Sie hat, wie die anderen drei Animatronics, eine künstliche Intelligenz. Sie ist die Gitarristin der Band und trägt auf der Bühne eine große, sternförmige E-Gitarre. Chica hat eine Vorliebe für Essen, ein Running Gag, der aus den alten Spielteilen übernommen wurde.

#### Glamrock Bonnie
Glamrock Bonnie ist die „glamouröse“ und athletisch-schlanke Version von Bonnie aus den alten Spieleteilen. Er ist ein enzianblauer Hase mit heller Schnute, schwarzer Stubsnase und langen Vibrissen. Sein Körper steckt in einem knallroten Catsuit mit gelbem Stern auf der Brust. Er trägt einen dunklen Ohrring am rechten Ohr und ein dunkles, schmales Stirnband. Seine Hände stecken in dunkelblauen Fäustlingen, auch seine Beinstulpen sind dunkelblau. Auf seinen Schultern ruht ein dunkelblauer Stehkragen mit Schulterpolstern. Sowohl Poster als auch Leuchtreklamen mit seinem Konterfei weisen darauf hin, dass auch Glamrock Bonnie zu bestimmten Gelegenheiten eine Sonnenbrille mit sternförmigen Gläsern trug (ähnlich wie Montgomery Gator). Bonnie spielte dereinst eine gelb-schwarze Bassgitarre. Er ist zum Zeitpunkt des Spielgeschehens nicht mehr offizielles Bandmitglied und seit einem gewissen Vorfall verschollen. Der Spieler erfährt im DLC-Sequel Ruin, dass Bonnie unter mysteriösen Umständen zerstört wurde.

#### Roxanne „Roxy“ Wolf
Roxanne Wolf ist ein Animatronic in Form eines schlanken, grauen Wolfes. Sie ist gewissermaßen der Ersatz für den Character Foxy the pirate fox aus den alten FNaF-Spieleteilen. Auf der Showbühne spielt sie eine Keytar. Sie hat am rechten Ohr einen schwarzen Ohrring und am linken einen lilafarbenen. Ihre hüftlange Mähne wirkt ungekämmt und besteht aus glattem, silber-weißen Haar mit einer grünen Haarsträhne ganz vorne, ihre lange Rute ist ebenfalls grau mit weißer Spitze. Roxanne ist in einen roten Crop-Top mit roten Schulterpolstern gekleidet, sie trägt dazu rote Hot Pants. Ihre Arm- und Beinstulpen sind purpurn gefärbt und schwarz getigert. Auch Roxanne hat, wie die anderen Animatronics, eine künstliche Intelligenz. Bis zu ihrer Zerstörung gibt sie sich selber Komplimente und sagt sich selber, wie großartig und beliebt sie sei. Nach ihrer Zerstörung und dem Verlust ihrer Augen hegt sie eine ausgeprägte Rachsucht und Gram gegenüber Gregory.

#### Montgomery „Monty“ Gator
Montgomery Gator hat die Gestalt eines anthropomorphen, muskulösen Alligators. Er ist überwiegend smaragdgrün mit gelbem Bauch, der Schwanz ist abwechselnd grün und gelb. Auch der Unterkiefer ist gelb, auf der Oberseite der Schnauze prangt ein purpurnes, blitzförmiges Zeichen. Montgomery trägt eine rote Mohawk-Frisur und eine gelbe Brille mit pinken Gläsern, die wie Sterne geformt sind. Er trägt purpurfarbene Schulterpolster und purpurne Halbhandschuhe. Seine lange Hose ist dunkelgrün mit dichtem, schwarzem Fleckenmuster, der Gürtel ist schwarz mit silberner Schnalle. Wie alle anderen Animatronics besitzt er eine künstliche Intelligenz. In einer ihm gewidmeten Gondelbahn-Attraktion, die den Sümpfen der Everglades nachempfunden ist, wird die (fiktive) Hintergrundgeschichte von Montgomery erzählt: Dieser zufolge hatte die Glamrock-Band ihn in einem Sumpf getroffen und sein musikalisches Talent entdeckt. Daraufhin hatte Glamrock Bonnie ihm eine E-Gitarre geschenkt und Roxanne Wolf verlieh ihm ein neues, glamuröseres Aussehen. Gemäß Mitarbeiterprotokollen neigt Monty zu Gewaltausbrüchen und verursacht regelmäßig Sachbeschädigungen an den Einrichtungen des PizzaPlexes.

#### Daycare Attendant
Der Daycare Attendant (dt. „Kita-Betreuer“) ist der animatronische Betreuer der hauseigenen Kindertagesstätte Superstar Daycare des PizzaPlexes. Er erscheint in Gestalt eines schlanken Hofnarren in einem klassischen Clownskostüm mit Ballonhosen und Spitzschuhen. Daycare Attendant hat eine gespaltene Persönlichkeit: während der Tageszeit hat er das Gesicht einer Sonne (es ist auch wirklich von Sonnenstrahlen umrahmt) und sein Kostüm ist rot und golden gestreift. Nun ist er als Sun (dt. „Sonne“) fröhlich, aufgedreht und etwas anhänglich, sonst aber harmlos. Doch während der Nachtzeit, wenn in der Kita das Licht ausgeht, verwandelt er sich in den Character Moon (dt. „Mond“). Nun ist sein Kostüm mitternachtsblau und mit gelben Sternen übersät. Sein Gesicht ist ein weißer Halbmond, auf dem Kopf trägt er nun eine mitternachtsblaue, sternengeschmückte Zipfelmütze. Nun ist er böse, sarkastisch und rachsüchtig und er wird dem Spieler unerbittlich nachsteigen. Laut Mitarbeiterprotokollen und Kundenbeschwerden soll der Daycare Attendant mehrmals kleine Kinder mit seinem überdrehten Verhalten geradezu traumatisiert haben.

#### DJ Music Man
DJ Music Man ist ein neu eingeführter Charakter. Er trägt einen kleinen, schwarzen Hut, grüne Kopfhörer und er hat eine große, pinkfarbene Nase. Er hat klavierartige Zähne, schwarze Augen und sechs lange, dünne Beine, an deren Enden jeweils so etwas wie eine weiße Hand sitzt. Sein Körper ist einer gewaltigen Spinne nachempfunden. Er ist nur in der Spielhalle West anzutreffen. An sich ist er friedlich und döst während des Lockdowns vor sich hin. Er erwacht jedoch zum Leben und jagt Gregory, nachdem dieser den Roboterkopf eines Driver Assistant Bots aus Roxy Raceway entwendet hat. Im DLC-Sequel Ruin erscheint er nicht mehr, er wird durch die sogenannten Wind-Up Music Men ersetzt. Diese sehen dem DJ Music Man sehr ähnlich, sind aber sehr viel kleiner, spinnenartiger und wuseln in großen Gruppen durch die ehemaligen Partyhallen. Sie können durch eine Freisprechanlage in entlegene Bereiche gelockt werden, damit Cassie unbemerkt passieren kann.

### Andere

#### The Mimic
The Mimic (dt. „Der Nachahmer“) ist ein unkostümiertes Endoskelett, das von einer rachsüchtigen künstlichen Intelligenz (KI) gesteuert wird. Ursprünglich war The Mimic das Wunderwerk eines hochbegabten Technikers namens Edwin Murray, der für seinen kleinen, etwas überdrehten Sohn David ein besonderes Spielzeug mit künstlicher Intelligenz basteln wollte. Zunächst bestand The Mimic nur aus einem Torso mit Kopf und Armen (inklusive Händen). Der Roboter lernte aufgrund seiner KI, das Verhalten von David nachzuahmen und kindgerecht darauf zu reagieren. Die KI eignete sich Davids Persönlichkeit und später sogar dessen Stimme an. Als David von einem Lastwagen überfahren wird und The Mimic dem verzweifelten Vater mit Davids Stimme antwortet, versucht Edwin, The Mimic zu zerstören, scheitert jedoch. Später gelangt das Unternehmen Freddy Fazbear Entertainment in Mimics Besitz und benutzt dessen KI-Programm für den PizzaPlex. Ein katastrophaler Fehler, denn seit Davids Tod haben sich Mimics Charakter und Verhalten grundlegend zum Bösen verändert. Mimic hat mittlerweile sich selbst beigebracht, Menschen nachzuahmen und mit ihnen in manipulativer Weise zu kommunizieren, ohne sich ihnen direkt zu zeigen. Er hat auch schon mehrere Menschen umgebracht. Als sein Endoskelett weggeschlossen wurde, weil es zu abgenutzt und „hässlich“ wirkte, begann Mimic, die Hauptserver des PizzaPlexes zu sabotieren. Er veränderte dabei die KI der Animatronics, wobei er bei Glamrock Freddy offenbar nicht erfolgreich war. In seinem Bestreben, weiter Menschen zu quälen und zu ermorden, lernte Mimic, das virtuelle Serversystem des PizzaPlexes zu nutzen und zu manipulieren. Anschließend ersann er einen teuflischen Plan, sein Endoskelett aus dem Kellergewölben zu befreien. Im DLC-Sequel Ruin wird erzählt und gezeigt, wie er das Mädchen Cassie erfolgreich überlisten und sich befreien kann. Mimics derzeitiger Zustand und Verbleib sind unbekannt.

#### The Entity
The Entity (dt. „Die Entität“, auch: „Das Wesen“) ist ein wichtiger Antagonist im DLC-Sequel Ruin. Das Wesen ist rein virtueller Natur und die Manifestation der Firewall des M.X.E.S.-Sicherheitsservers. Diese Firewall soll den Hauptserver des PizzaPlexes schützen und zugleich den Antagonisten The Mimic in den Kellergewölben gefangen halten. The Entity erscheint als schwarzes Wesen mit schlangengleichem Unterleib, anthropomorphen Oberkörper nebst Armen und Händen und mit hasenähnlichen Kopf und langen Ohren. Seine Augenhöhlen wirken leicht quadratisch und seine Augen sowie Zähne sind leuchtend weiß. Der gesamte Körper (inklusive Kopf) ist von grünen, weißen und lilafarbenen „Adern“ durchzogen, was The Entity ein „verglitchtes“ Aussehen verleiht. Das Wesen überrascht Cassie und steigt ihr fortan unerbittlich nach. Es selber greift nie körperlich oder virtuell an, aber es kann ein starkes Funk- oder WLAN-Signal aussenden, das die Animatronics und Endoskelette augenblicklich zu Cassie führt. Je näher The Entity dem Spieler kommt, desto stärker flimmert und rauscht der gesamte Bildschirm. Ein bestimmtes Geräusch ertönt, wenn The Entity erscheint. Der Spieler sollte die Maske für kurze Zeit abnehmen, um dem Wesen zu entgehen.

### Nebencharaktere

#### Helpi
Helpi ist ein wichtiger Nebencharakter des DLC-Sequels Ruin. Er ist der virtuelle Assistent des V.A.N.N.I.-Netzwerks des PizzaPlexes. Helpi erscheint als betont niedlicher, kleiner Teddybär mit kleinem, schwarzen Zylinderhut, er trägt ein Headset mit monokularem EyeTap. Er ist in einem königsblauen Arbeiter-Overall gekleidet. Helpi ist hell malvenfarben mit dunkler Schnute und magentafarbenen Wangenflecken. Im Normalzustand hat Helpi vergissmeinnichtblaue Augen, im besessenen Zustand sind seine Augen gelb und nahe dem linken Auge erscheinen purpurfarbene Krampfadern. Dahinter steckt sehr wahrscheinlich der Antagonist The Mimic: Der wichtigste Hinweis auf ihn als Drahtzieher erscheint, als Helpi ungefragt Cassies Stimme nutzt, um den bösen Monty von ihr wegzulocken. Auch Gregorys Stimme wird benutzt, um Roxanne Wolf in die Irre zu führen. Es ist offensichtlich, dass seine Stimme ebenfalls heimlich aufgezeichnet wurde und nun ohne seine Erlaubnis verwendet wird. Stimmenimitation ist die Spezialität von The Mimic.

#### Burntrap
Burntrap ist die verbrannte Version von Spring Bonnie. Von ihm ist an vielen Stellen nur noch wenig von dem eigentlichen Design zu sehen, oftmals sieht man nur noch das Endoskelett. Er hat dazu purpurfarbene Pupillen. Er taucht nur in einem Bosskampf auf, bei dem er versucht, die Kontrolle über Glamrock Freddy zu erlangen.

#### Glamrock Endos
Glamrock Endos sind bewegliche, unkostümierte Endoskelette. Sie sind metallisch grau und manche haben rot glühende Augen. Sie sind in Security Breach im Bonnie Bowl, in den Wartungstunneln und hinter dem Theater in der Nähe des Kindergartens anzutreffen. Die Endoskelette haben die Besonderheit, dass sie sich nur bewegen, wenn man diese nicht anschaut. Auch in Ruin erscheinen sie, wo sie sich nur bewegen, wenn a) Cassie ihnen den Rücken zukehrt, b) Cassie die Vanni-Maske aufsetzt (dann allerdings können sie Cassie nicht sehen und wandern ziellos umher) und c) The Entity in deren Nähe erschienen ist. In beiden Spieleteilen führt Unachtsamkeit zu einem Jumpscare inklusive Gameover durch ein Endoskelett.

#### Tangle
Tangle (dt. „Gewirr“; ehemals bekannt als The Blob) ist eine unförmige Zusammensetzung aus verschiedenen Animatronics mit dehnbaren Tentakeln. Es hat unter anderem den Oberkörper mit Kopf von Chica, den Kopf von Circus Baby und den Kopf von Funtime Freddy. Funtime Freddy’s Kopf ist einer der Köpfe mit leuchtenden, roten Augen. Bei seinem Jumpscare ist auch nur der Kopf von Funtime Freddy zu sehen. Tangle hat nur Relevanz im Spiel, wenn das Afton Ending erspielt wird, wo er Burntrap angreift und zerstört. Er kann aber auch Gregory angreifen, wenn dieser einem (noch) dösenden Tangle zu nahe kommt und sich vorher nicht in Freddys Bauch versteckt hat. Glamrock Freddy wird interessanterweise von Tangle nicht behelligt. Tangle erscheint aber auch für einen kurzen Moment im DLC-Sequel Ruin.

#### Bots
Im Mega PizzaPlex arbeiten sogenannte S.T.A.F.F.-Bots, mobile Roboter mit humanoiden Oberkörpern und Köpfen, die verschiedenste Aufgaben durchführen. Die Map Bots sind dafür da, Besuchern eine Karte des PizzaPlexes zu überreichen. Die Security Bots patrouillieren in sämtlichen Foyers und Atrien. Sie leuchten mit ihren Taschenlampen ihre Bereiche aus und melden jeden, den sie während des nächtlichen Lockdowns erwischen. Der Instructor Bot steht im Fazer Blast und erklärt die Regeln für das Spiel. Die Attendant Bots arbeiten in Bonnie Bowl hinter der Theke und sollen Eiscreme und andere Süßigkeiten verkaufen. Die Party Bots stehen vor Attraktionen und verlangen einen Party Pass, damit man Zutritt bekommt. Die Driver Assistant Bots sollen Personen helfen, die zu klein für die Go-Karts in Roxy Raceway sind. Die Alien Bots kommen nur im Labyrinth des Fazer Blast vor. Diese stellen die Gegner dar, die Gregory angreifen, sobald er eine Zone im Fazer Blast einnehmen möchte. Mit einem Fazerblaster können diese aber zerstört werden. Die Nightmarionne Bots lauern in den Untergeschossen und greifen Unbefugte umgehend an. Sie gehören nicht zum offiziellen Ensemble der S.T.A.F.F.-Bots und wurden vermutlich von Vanny konstruiert. Der Comedy Bot steht im Theater nahe dem hauseigenen Kindergarten, wo er das Publikum unterhalten soll. Seine Witze sind allerdings eher schwer verdaulich.

## DLC
Am 30. Mai 2022 hat Steel Wool Studios auf Twitter einen kostenlosen DLC angekündigt. Dieser DLC trägt den namen „Ruin“. Am 19. Mai 2023 wurde auf dem YouTube-Kanal von Steel Wool Studios ein Gameplay-Trailer veröffentlicht. In diesem Trailer kann man hören, wie Gregory mit einer Person namens Cassie redet. Wie man in diesem Trailer sehen kann, spielt die Handlung in dem zerstörten Mega-Pizzaplex. Die Animatronics, die zu sehen sind, sind allesamt stark beschädigt. Zum Beispiel kann man Shattered Monty, die zerstörte Version von Montgomery Gator, erkennen. Dieser Animatronic besitzt keine Verkleidung mehr, man sieht nur noch das Endoskelett. Der DLC soll im Juli 2023 erscheinen.
Durch das Erreichen verschiedener Spendenziele während eines Spendenstreams des YouTubers Dawko vom 24. Juni 2023 bis zum 25. Juni 2023 wurden weitere acht Teaser-Bilder zum Spiel veröffentlicht. Diese zeigen die zerstörte Umgebung von Freddy Fazbear Mega Pizzaplex und einige, stark lädierte Animatronics, darunter Glamrock Chica. Der Mega-Pizzaplex selbst wird so dargestellt, als seien dessen Ruinen schon seit langer Zeit verlassen und völlig verdreckt. Am 14. Juli 2023 bestätigte Steel Wool Studios, dass der DLC am 25. Juli 2023 erscheinen werde.

## Bewertungen und Kritiken
Five Nights at Freddy’s: Security Breach wird aktuell positiver bewertet, als im damaligen Release-Status (wo es schlecht bis mittelmäßig bewertet wurde). Grund für die anfänglichen Negativ-Bewertungen waren zahlreiche Programmierungs- und Grafikfehler, die das Spiel häufig abstürzen oder „einfrieren“ ließen. Daraufhin waren die Spieleentwickler gezwungen, wiederholt Verbesserungsupdates herauszubringen. Auf der Plattform Metacritic erhielt das Spiel von der Community eine Bewertung von 5,8/10, auf der Videospiel-Verkaufsplattform Steam hingegen lautet die aktuelle Bewertung "Sehr positiv" Jeuxvideo.com gab eine gemischte Bewertung ab, lobte die Atmosphäre und die Originalität bestimmter Gameplay-Abschnitte, kritisierte aber Grafikfehler und technische Probleme. Ben Croshaw von dem Magazin The Escapist kritisierte Spielfehler, Designs und das Speichersystem, lobte aber die Grafik.